# Aleksandr Naumovič Mitta
Aleksandr Naumovič Mitta (in russo Алекса́ндр Нау́мович Митта́?; Mosca, 28 marzo 1933 – Mosca, 14 luglio 2025) è stato un regista sovietico.

## Filmografia parziale

### Regista
- Drug moj, Kol'ka! (1961)
- Bez stracha i uprёka (1962)
- Zvonjat, otkrojte dver' (1965)
- Gori, gori, moja zvezda (1969)
- Točka, točka, zapjataja... (1972)
- Skaz pro to, kak car' Pёtr arapa ženil (1976)
- Atterraggio zero (1979)